# Список лауреатов Абелевской премии

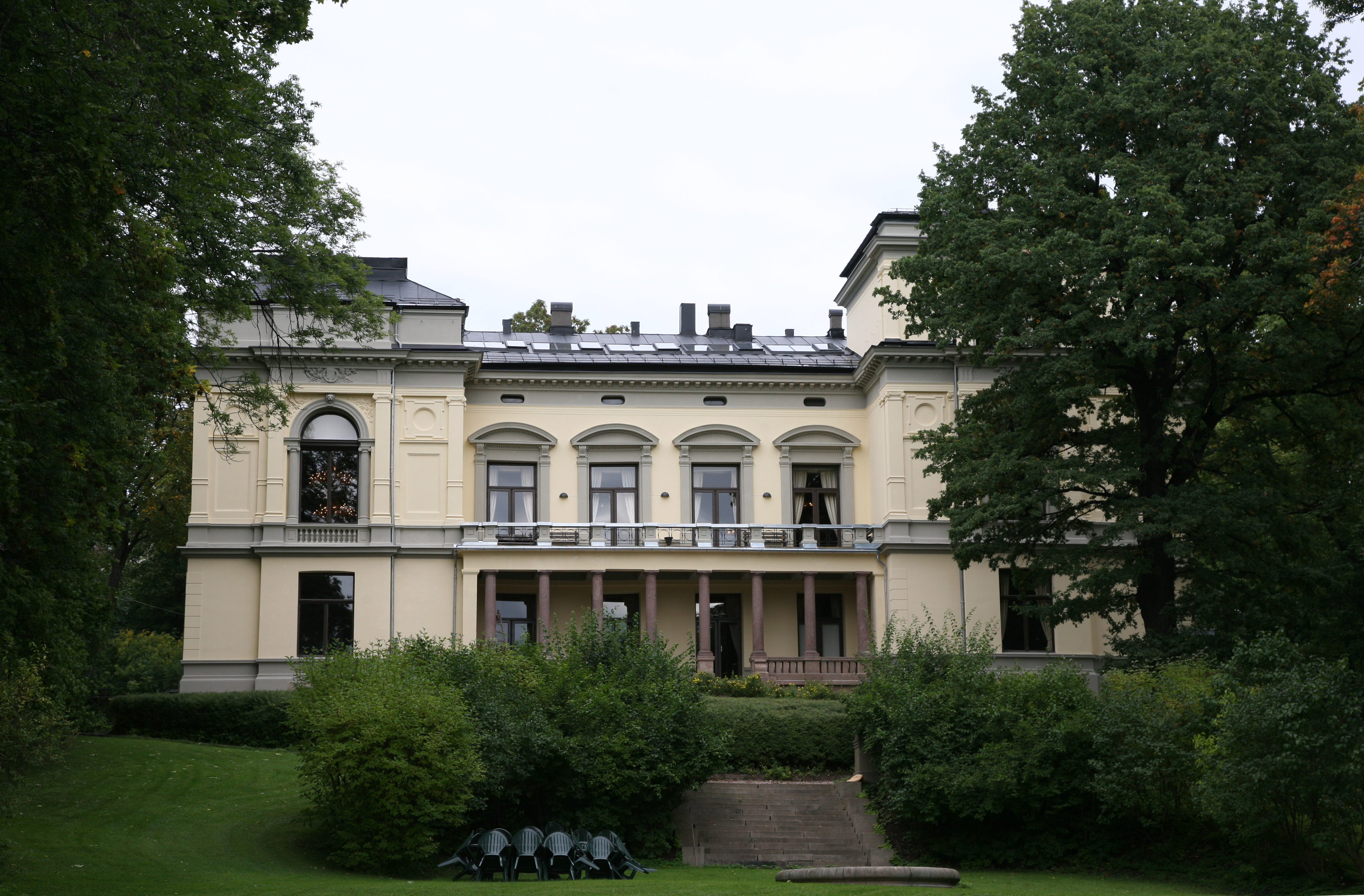
Здание Норвежской академии наук, отвечающей за ежегодное вручение Абелевской премии по математике

Международная Абелевская премия по математике была учреждена правительством Норвегии в 2002 году, получив своё название в честь величайшего норвежского математика Нильса Хенрика Абеля. Премия ежегодно присуждается Норвежской академией наук выдающимся математикам современности.
Право номинации на премию открыто для всех, крайний срок — 15 сентября каждого года. Номинация не должна быть известна кандидату, самовыдвижения запрещены. Премия может быть присуждена как одному человеку, так и разделена между несколькими лауреатами с тесно связанными работами. Нельзя номинировать посмертно, но скончавшемуся до момента получения премии лауреату премия будет вручена посмертно. Оценку выдвинутых кандидатов и рекомендацию достойного победителя осуществляет Абелевский комитет, состоящий из пяти ведущих математиков со всего мира. Члены Абелевского комитета назначаются Норвежской академией наук на основе предложений Международного математического союза и Европейского математического общества. Члены Абелевского комитета назначаются сроком на два года и могут быть назначены повторно один раз.
Первая Абелевская премия была присуждена в 2003 году французскому математику Жан-Пьер Серру. В 2019 году американский математик Карен Уленбек стала первой женщиной, удостоенной Абелевской премии.

## Список лауреатов

### 2000-е годы
| Год  | Фото                                                                        | Лауреат                                                                           | Обоснование награды | Прим.  |
| ---- | --------------------------------------------------------------------------- | --------------------------------------------------------------------------------- | --- | ------ |
| 2003 |                                                                             | Жан-Пьер Серр · (1926) · Франция · Коллеж де Франс                                | за ключевую роль в придании современной формы многим разделам математики, включая топологию, алгебраическую геометрию и теорию чисел Оригинальный текст (англ.)for playing a key role in shaping the modern form of many parts of mathematics, including topology, algebraic geometry and number theory | [ 5 ]  |
| 2004 |                                                                             | Майкл Атья · (1929—2019) · Великобритания · Эдинбургский университет              | за открытие и доказательство теоремы об индексе, объединившей топологию, геометрию и анализ, а также за их выдающуюся роль в наведении новых мостов между математикой и теоретической физикой Оригинальный текст (англ.)for their discovery and proof of the index theorem, bringing together topology, geometry and analysis, and their outstanding role in building new bridges between mathematics and theoretical physics | [ 7 ]  |
| 2004 | Изадор Зингер · (1924—2021) · США · Массачусетский технологический институт |                                                                                   | за открытие и доказательство теоремы об индексе, объединившей топологию, геометрию и анализ, а также за их выдающуюся роль в наведении новых мостов между математикой и теоретической физикой Оригинальный текст (англ.)for their discovery and proof of the index theorem, bringing together topology, geometry and analysis, and their outstanding role in building new bridges between mathematics and theoretical physics | [ 7 ]  |
| 2005 |                                                                             | Питер Лакс · (1926—2025) · США · Курантовский институт математических наук        | за революционный вклад в теорию и применение дифференциальных уравнений в частных производных и вычисление их решений Оригинальный текст (англ.)for his groundbreaking contributions to the theory and application of partial differential equations and to the computation of their solutions | [ 8 ]  |
| 2006 |                                                                             | Леннарт Карлесон · (1928) · Швеция · Королевский технологический институт         | за глубокий и основополагающий вклад в гармонический анализ и теорию гладких динамических систем Оригинальный текст (англ.)for his profound and seminal contributions to harmonic analysis and the theory of smooth dynamical systems | [ 9 ]  |
| 2007 |                                                                             | Сатхамангалам Варадхан · (1940) · США · Курантовский институт математических наук | за фундаментальный вклад в теорию вероятностей, в частности, за создание единой теории больших отклонений Оригинальный текст (англ.)for his fundamental contributions to probability theory and in particular for creating a unified theory of large deviations | [ 10 ] |
| 2008 |                                                                             | Джон Томпсон · (1932) · США · Флоридский университет                              | за значительные достижения в алгебре, в частности, за формирование современной теории групп Оригинальный текст (англ.)for their profound achievements in algebra and in particular for shaping modern group theory | [ 11 ] |
| 2008 | Жак Титс · (1930—2021) · Франция · Коллеж де Франс                          |                                                                                   | за значительные достижения в алгебре, в частности, за формирование современной теории групп Оригинальный текст (англ.)for their profound achievements in algebra and in particular for shaping modern group theory |        |
| 2009 |                                                                             | Михаил Громов · (1943) · Франция · Институт высших научных исследований           | за его революционный вклад в геометрию Оригинальный текст (англ.)for his revolutionary contributions to geometry | [ 12 ] |

### 2010-е годы
| Год  | Фото                                                                           | Лауреат | Обоснование награды | Прим.  |
| ---- | ------------------------------------------------------------------------------ | --- | --- | ------ |
| 2010 |                                                                                | Джон Тейт · (1925—2019) · США · Техасский университет в Остине                                                       | за огромное и продолжительное влияние, оказанное им на развитие теории чисел Оригинальный текст (англ.)for his vast and lasting impact on the theory of numbers | [ 13 ] |
| 2011 |                                                                                | Джон Милнор · (1931) · США · Университет Стоуни-Брук                                                                 | за новаторские открытия в топологии, геометрии и алгебре Оригинальный текст (англ.)for pioneering discoveries in topology, geometry and algebra | [ 14 ] |
| 2012 |                                                                                | Эндре Семереди · (1940) · Венгрия/ США · Институт математики Альфреда Реньи / Ратгерский университет                 | за фундаментальный вклад в дискретную математику и теоретическую информатику, а также в знак признания глубокого и долгосрочного вклада в аддитивную теорию чисел и эргодическую теорию Оригинальный текст (англ.)for his fundamental contributions to discrete mathematics and theoretical computer science, and in recognition of the profound and lasting impact of these contributions on additive number theory and ergodic theory                                                       | [ 15 ] |
| 2013 |                                                                                | Пьер Делинь · (1944) · США · Институт перспективных исследований                                                     | за революционный вклад в алгебраическую геометрию, который преобразил теорию чисел, теорию представлений и смежные области Оригинальный текст (англ.)for seminal contributions to algebraic geometry and for their transformative impact on number theory, representation theory, and related fields | [ 16 ] |
| 2014 |                                                                                | Яков Синай · (1935) · США / Россия · Принстонский университет / Институт теоретической физики имени Л. Д. Ландау РАН | за фундаментальный вклад в изучение динамических систем, эргодическую теорию и математическую физику Оригинальный текст (англ.)for his fundamental contributions to dynamical systems, ergodic theory, and mathematical physics | [ 17 ] |
| 2015 |                                                                                | Джон Нэш · (1928—2015) · США · Принстонский университет                                                              | за выдающийся и революционный вклад в теорию нелинейных дифференциальных уравнений в частных производных и её приложения к геометрическому анализу Оригинальный текст (англ.)for striking and seminal contributions to the theory of nonlinear partial differential equations and its applications to geometric analysis | [ 18 ] |
| 2015 | Луис Ниренберг · (1925—2020) · США · Курантовский институт математических наук | | за выдающийся и революционный вклад в теорию нелинейных дифференциальных уравнений в частных производных и её приложения к геометрическому анализу Оригинальный текст (англ.)for striking and seminal contributions to the theory of nonlinear partial differential equations and its applications to geometric analysis | [ 18 ] |
| 2016 |                                                                                | Эндрю Уайлс · (1953) · Великобритания · Оксфордский университет                                                      | за потрясающее доказательство Великой теоремы Ферма при помощи гипотезы модулярности для полустабильных эллиптических кривых, открывшее новую эру в теории чисел Оригинальный текст (англ.)for his stunning proof of Fermat’s Last Theorem by way of the modularity conjecture for semistable elliptic curves, opening a new era in number theory | [ 19 ] |
| 2017 |                                                                                | Ив Мейер · (1939) · Франция · École Normale Supérieure Paris-Saclay                                                  | за решающую роль в разработке математической теории вейвлетов Оригинальный текст (англ.)for his pivotal role in the development of the mathematical theory of wavelets | [ 20 ] |
| 2018 |                                                                                | Роберт Ленглендс · (1936) · США · Институт перспективных исследований                                                | за прогностическую программу, связывающую теорию представлений с теорией чисел Оригинальный текст (англ.)for his visionary program connecting representation theory to number theory | [ 21 ] |
| 2019 |                                                                                | Карен Уленбек · (1942) · США · Техасский университет в Остине                                                        | за новаторские достижения в геометрической теории уравнений в частных производных, теории калибровочной инвариантности, теории интегрируемых систем, а также за фундаментальное влияние этих работ на анализ, геометрию и математическую физику в целом Оригинальный текст (англ.)for her pioneering achievements in geometric partial differential equations, gauge theory and integrable systems, and for the fundamental impact of her work on analysis, geometry and mathematical physics | [ 22 ] |

### 2020-е годы
| Год  | Фото                                                                                           | Лауреат | Обоснование награды | Прим.  |
| ---- | ---------------------------------------------------------------------------------------------- | --- | --- | ------ |
| 2020 |                                                                                                | Григорий Маргулис · (1946) · США · Йельский университет                                                     | первопроходцам применения вероятностных и динамических методов в теории групп, теории чисел и комбинаторике Оригинальный текст (англ.)for pioneering the use of methods from probability and dynamics in group theory, number theory and combinatorics | [ 23 ] |
| 2020 | Гилель Фюрстенберг · (1935) · Израиль · Еврейский университет в Иерусалиме                     | | первопроходцам применения вероятностных и динамических методов в теории групп, теории чисел и комбинаторике Оригинальный текст (англ.)for pioneering the use of methods from probability and dynamics in group theory, number theory and combinatorics | [ 23 ] |
| 2021 |                                                                                                | Ави Вигдерзон · (1956) · США · Институт перспективных исследований                                          | за фундаментальный вклад в теоретическую информатику и дискретную математику, а также за ведущую роль в их становлении как центральных направлений современной математики Оригинальный текст (англ.)for their foundational contributions to theoretical computer science and discrete mathematics, and their leading role in shaping them into central fields of modern mathematics | [ 24 ] |
| 2021 | Ласло Ловас · (1948) · Венгрия · Институт математики Альфреда Реньи / Будапештский университет | | за фундаментальный вклад в теоретическую информатику и дискретную математику, а также за ведущую роль в их становлении как центральных направлений современной математики Оригинальный текст (англ.)for their foundational contributions to theoretical computer science and discrete mathematics, and their leading role in shaping them into central fields of modern mathematics | [ 24 ] |
| 2022 |                                                                                                | Деннис Салливан · (1941) · США · Университет штата Нью-Йорк в Стони-Бруке / Городской университет Нью-Йорка | за новаторский вклад в топологию в её самом широком смысле и, в частности, её алгебраический, геометрический и динамический аспекты Оригинальный текст (англ.)for his groundbreaking contributions to topology in its broadest sense, and in particular its algebraic, geometric and dynamical aspects                                                                              | [ 25 ] |
| 2023 |                                                                                                | Луис Каффарелли · (1948) · Аргентина / США · Техасский университет в Остине                                 | за основополагающий вклад в теорию регулярности для нелинейных дифференциальных уравнений в частных производных, включая задачи со свободными границами и уравнение Монжа — Ампера Оригинальный текст (англ.)for his seminal contributions to regularity theory for nonlinear partial differential equations including free-boundary problems and the Monge–Ampère equation         | [ 26 ] |
| 2024 |                                                                                                | Мишель Талагран · (1952) · Франция · Национальный центр научных исследований                                | за новаторский вклад в теорию вероятностей и функциональный анализ и выдающиеся приложения к математической физике и статистике Оригинальный текст (англ.)For his groundbreaking contributions to probability theory and functional analysis, with outstanding applications in mathematical physics and statistics                                                                  | [ 27 ] |
| 2025 |                                                                                                | Масаки Касивара · (1947) · Япония · Киотский институт математических исследований                           | за фундаментальный вклад в алгебраический анализ и теорию представлений, в частности за развитие теории {\displaystyle D}-модулей и открытие кристаллических базисов Оригинальный текст (англ.)For his fundamental contributions to algebraic analysis and representation theory, in particular the development of the theory of D-modules and the discovery of crystal bases       | [ 28 ] |